# Mohamed Rahmat
Mohamed Rahmat (ur. 4 stycznia 1938 w Pulai w stanie Johor, zm. 1 stycznia 2010 w Kuala Lumpur) – malezyjski polityk.
W latach 1978–1982 i ponownie 1987-1999 był ministrem informacji Malezji.